# Sudbury-skole
En Sudbury-skole er en skole, der praktiserer én form for demokratisk uddannelse, hvor de studerende individuelt beslutter, hvordan de administrerer deres tid. Læring forekommer ofte som et biprodukt af almindelige erfaringer og det levede liv på en Sudbury-skole. Eleverne har det fulde ansvar for deres uddannelse på en Sudbury-skole, og skolen drives af et direkte demokrati, hvor studerende og ansatte er ligeværdige. Navnet "Sudbury" refererer til Sudbury Valley School, grundlagt i 1968 i Framingham, Massachusetts, den første skole af denne type. Der er nu mere end 50 Sudbury-skoler rundt om i verden.[kilde mangler]
Studerende på Sudbury-skoler har mulighed for at udvikle deres egne talenter og passioner. Forskning fra Sudbury Valley School viser, at deres studerende klarer sig endog meget godt videre i livet.[kilde mangler] Andet forskning viser at studerende fra demokratiske skoler, heriblandt Sudbury-skoler, generelt klarer sig bedre inden for de naturvidenskabelige fag målt i forhold til børn fra traditionelle skoler. Dette sker formentlig fordi, de i højere grad får mulighed for at bevare deres nysgerrighed.

## Sudbury-skoler i Danmark
I Danmark fandtes tidligere én Sudbury-skole, Roskilde Sudbury Skole.